# Apostolar von Ohrid
Das Apostolar von Ohrid ist eine Handschrift in altkirchenslawischer Sprache in kyrillischer Schrift aus dem späten 12. Jahrhundert, wahrscheinlich aus Mazedonien (Schule von Ohrid).
Es besteht aus 112 Pergamentblättern und enthält den unvollständigen Text der Apostelgeschichte und der Briefe des Neuen Testaments für die liturgische Lesung an Sonn- und Feiertagen sowie ein Menologion.
Der Text enthält zahlreiche glagolitische Buchstaben (verwechselt), zwei Blätter sind ausschließlich in glagolitischer Schrift geschrieben. Wahrscheinlich gab es eine glagolitische Vorlage.
1845 wurde die Handschrift in der Kliments-Kathedrale von Ohrid durch den russischen Slawisten Wiktor Grigorowitsch gefunden. Heute befindet sie sich in der Russischen Staatsbibliothek in Moskau, Signatur фонд 1706 (Григорович), № 13, M. 1695.

## Ausgaben
- Кульбакин, С. М., Охридская рукопись Апостола конца XII века. Български старини. Т. 3., София, 1907